# Papuaörn
Papuaörn (Harpyopsis novaeguineae) är en hotad fågel i familjen hökar inom ordningen hökfåglar.

## Utseende
Papuaörnen är en stor rovfågel med en längd på 75–90 centimeter, vingbredd på 157 centimeter och en vikt på 1,6-2,4 kilogram. Den har en kort, fyllig tofs och breda trebandade vingar. Näbben är kraftig, irisen stor, stjärten lång och rundad. Undersidan är vit. Papuaörnen har långa, bara ben och skarpa klor. Könen har likartat utseende, honan lite större än hannen.

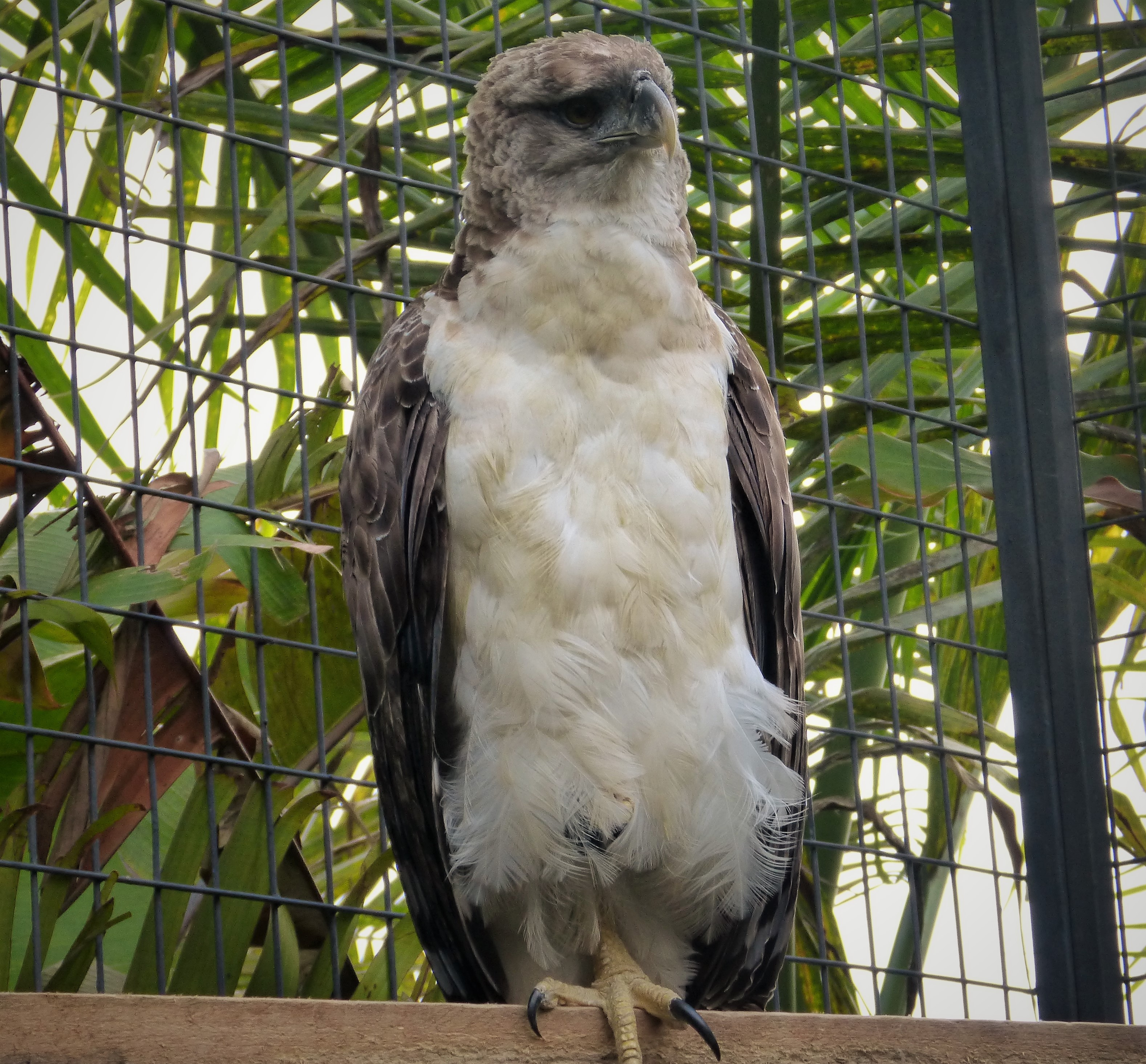

## Läte
Lätet består av upprepade djupa, ekande och stönande ljud som ofta hörs nattetid.

## Utbredning och systematik
Papuaörnen är endemisk på Nya Guinea och tillhör en liten grupp tropiska rovfåglar, som bara avlägset är släkt med andra örnar i t.ex. släktet Aquila. Dess närmaste släktingar är harpyja, amazonörn och fladdermusvråk.
Artepitetet i det vetenskapliga namnet syftar på utbredningen i Nya Guinea.

## Ekologi
Papuaörnen återfinns i ostörda tropiska regnskogar, främst i bergstrakter men kan också ses ner till havsnivån vid de få ställen där lämplig levnadsmiljö fortfarande återstår. Den häckar i höga träd. Födan består framför allt av klätterpungdjur, men också andra däggdjur, fåglar och ormar.

## Status och hot
På grund av habitatförstörelse och liten population kategoriseras papuaörnen som sårbar av IUCN. Den jagas också för sina fjädrar, som används vid ceremoniella tillfällen. Världspopulationen uppskattas till mellan 3 200 och 4 000 vuxna individer.